# Championnats d'Europe de lutte 1978
Navigation
Édition précédente Édition suivante
Les Championnats d'Europe de lutte 1978 se sont tenus à Sofia (Bulgarie) en 1978.

## Podiums

### Hommes

#### Lutte libre
| Épreuves | Or                      | Argent                   | Bronze                   |
| -------- | ----------------------- | ------------------------ | ------------------------ |
| -48 kg   | Stoyan Stoyanov (BUL)   | Gheorghe Rasovan (ROU)   | Mihaly Gyulai (HUN)      |
| -52 kg   | Nermedin Selimov (BUL)  | Telman Paschayev (URS)   | Władysław Stecyk (POL)   |
| -57 kg   | Busay Ibragimov (URS)   | Aurel Neagu (ROU)        | Ivan Sotshev (BUL)       |
| -62 kg   | Mikho Dukov (BUL)       | Saipulla Absaidov (URS)  | Zoltan Szalontai (HUN)   |
| -68 kg   | Ivan Yankov (BUL)       | Ichaki Gaidarbekov (URS) | Dariusz Czichowski (POL) |
| -74 kg   | Pyotr Marta (URS)       | Marin Pârcălabu (ROU)    | Reşit Karabacak (TUR)    |
| -82 kg   | Shukri Akhmedov (BUL)   | Adolf Seger (FRG)        | Tiberiu Seregeli (ROU)   |
| -90 kg   | Uwe Neupert (GDR)       | Ivan Ginov (BUL)         | Viktor Batniya (URS)     |
| -100 kg  | Levan Tediashvili (URS) | Mehmet Güclü (TUR)       | Vasile Pușcașu (ROU)     |
| +100 kg  | Boris Bigayev (URS)     | József Balla (HUN)       | Marin Gertshev (BUL)     |

#### Lutte gréco-romaine
| Épreuves | Or                         | Argent                 | Bronze              |
| -------- | -------------------------- | ---------------------- | ------------------- |
| -48 kg   | Constantin Alexandru (ROU) | Anatoli Bozin (URS)    | Dietmar Hinz (GDR)  |
| -52 kg   | Vakhtang Blagidze (URS)    | Lajos Rácz (HUN)       | Nicu Gângă (ROU)    |
| -57 kg   | Vladimir Pogudin (URS)     | Mihai Boțilă (ROU)     | Józef Lipień (POL)  |
| -62 kg   | Kazimierz Lipień (POL)     | Ion Păun (ROU)         | István Tóth (HUN)   |
| -68 kg   | Ștefan Rusu (ROU)          | Nikolai Dimov (BUL)    | Károly Gaal (HUN)   |
| -74 kg   | Ferenc Kocsis (HUN)        | Anatoliy Bykov (URS)   | Janko Shopov (BUL)  |
| -82 kg   | Ion Draica (ROU)           | Jan Dołgowicz (POL)    | Savo Shristov (BUL) |
| -90 kg   | Frank Andersson (SWE)      | Keijo Manni (FIN)      | Petre Dicu (ROU)    |
| -100 kg  | Nikolay Balboshin (URS)    | Georgi Raykov (BUL)    | József Farkas (HUN) |
| +100 kg  | Roman Codreanu (ROU)       | Aleksandar Tomov (BUL) | József Nagy (HUN)   |